# جانا جريكوفا
جانا جريكوفا مواليد 8 ديسمبر 1987 في بييشتاني، تشيكوسلوفاكيا، هي لاعبة كرة مضرب سلوفاكية. أعلى تصنيف لها في الفردي كان المركز الـ 253 في سنة 2007. أعلى تصنيف لها في الزوجي كان المركز الـ 503 في سنة 2007.

## النهائيات

### الفردي (1–3)
| الحصيلة | الرقم | التاريخ        | الدورة                             | الأرضية | المنافس         | النتيجة  |
| ------- | ----- | -------------- | ---------------------------------- | ------- | --------------- | -------- |
| الوصافة | 1.    | 12 سبتمبر 2005 | توري دل غريكو، إيطاليا             | ترابية  | كورينا دينتوني  | 3–6, 2–6 |
| الفوز   | 1.    | 19 سبتمبر 2005 | تشامبينو، إيطاليا                  | ترابية  | إميلي ستلاتو    | 6–2, 6–2 |
| الوصافة | 2.    | 9 يناير 2006   | شتوتغارت، ألمانيا                  | صلبة    | ريناتا فوراكوفا | 2–6, 4–6 |
| الوصافة | 3.    | 15 يناير 2007  | فورت والتون بيتش، الولايات المتحدة | صلبة    | بولين بارمنتييه | 4–6, 3–6 |

## روابط خارجية
- جانا جريكوفا على موقع رابطة محترفات التنس (الإنجليزية)
- جانا جريكوفا على موقع الاتحاد الدولي لكرة المضرب (الإنجليزية)
- جانا جريكوفا على موقع كأس بيلي جين كينغ (الإنجليزية)
- جانا جريكوفا على موقع خلاصة التنس.كوم (الإنجليزية)